# 任克军
任克军（1954年—），吉林扶余人，汉族，中华人民共和国政治人物、第十二届全国人民代表大会吉林地区代表。
毕业于吉林农业大学农学专业，加入中国共产党。2013年，被选为全国人大代表。